# 드림 러버 (1993년 영화)
《드림 러버》(영어: Dream Lover)는 미국에서 제작된 니컬러스 커잰 감독의 1994년 스릴러 영화이다. 제임스 스페이더, 메이천 에이믹 등이 출연하였고, 시귀르욘 시그크바트손 등이 제작에 참여하였다.

## 줄거리
성공한 건축가 레이는 이혼 후 우연히 만난 리나와 재혼해 가정을 꾸린다. 하지만 리나가 본인 과거 얘기를 지어낸 정황이 하나둘 포착되는데...

## 출연
- 제임스 스페이더 - 레이 리어든 역
- 메이천 에이믹 - 리나 매더스 리어든 역
- 프레드릭 레인 - 래리 역
- 베스 암스트롱 - 일레인 역
- 래리 밀러 - 노먼 역
- 캐슬린 요크 - 마사 역
- 윌리엄 쇼클리 - 버디 역
- 조엘 매키넌 밀러 - 목사 역
- 클라이드 쿠사추 - 쿠리타 판사 역
- 저넬 멀로니 - 앨리스 켈러 역
- 블레어 테프킨
- 스콧 코피

## 기타 제작진
- 공동 제작: 일론 더셔위츠
- 제작 감독: 팀 글로슨
- 라인 제작: 루이스 G. 프리드먼
- 배역: 조해나 레이
- 미술: 리처드 후버
- 의상: 바버라 티팽크